# Estômbar e Parchal
Estômbar e Parchal (llamada oficialmente União das Freguesias de Estômbar e Parchal) es una freguesia portuguesa del municipio de Lagoa, distrito de Faro.

## Historia
Fue creada el 28 de enero de 2013 en aplicación de una resolución de la Asamblea de la República de Portugal promulgada el 16 de enero de 2013 con la unión de las freguesias de Estômbar y Parchal, pasando su sede a estar situada en la antigua freguesia de Estômbar.

## Demografía
| Gráfica de evolución demográfica de Estômbar e Parchal entre 2011 y 2021 |
|                                                                          |
| Datos según el nomenclátor publicado por el INE portugués.               |